# 米国慰問協会
米国慰問協会（英: United Service Organizations, USO）は、交流施設やイベント、俳優、ミュージシャン、コメディアン、などのエンターテイメントをアメリカ軍兵士やその家族に対し提供するNPO団体。1941年の発足以来、アメリカ合衆国旧陸軍省 、後のアメリカ国防総省と協力しながら民間の寄付、並びに様々な個人や企業からの資金や商品提供に大きく依存している。なお、議会で承認されているが、政府機関ではない。

## 概要
第二次世界大戦中に設立されたUSOは、GI達の「家から離れた家」を目指し、今日に続く部隊を楽しませるための慰問活動を開始している。自国軍事活動の支持や支援など国をサポートする手段の一つとしてUSOは大きく発展し、150万人近くの人々が何らかの形でボランティアとして志願している。 また、USOは1947年に解散したが、1950年の朝鮮戦争で復活し、ベトナム戦争中はUSOの慰安施設は戦闘地域などにも設立されており、今日に於いては紛争が無い期間でも継続的に慰問活動が行われている他、除隊後の就職斡旋なども行っており、兵士やその家族に対し各種福利厚生サービスを提供している。
USOは「キャンプ・ショー」と呼ばれるライブパフォーマンスで特に著名になり、エンターテインメント業界が軍人やその家族の士気を高めるのに一役買っており、ハリウッドは一般大衆に対し愛国心を示すことに熱心であった。同様の理由から多くの有名人がUSOのライブショーにボランティアとして出演している。彼ら著名人は偶に危険な状況下でも現地へ向かい、自らの命を危険に晒しながらも海外の米軍基地などでボランティアでショーを提供し続けている。
USOは自国を含む世界14ヶ国と国内27の州、世界中に200以上の拠点を持っており、2016年、USO創立75周年式典時に会長であったジョージ・ケイシー・ジュニア陸軍大将が退役するにあたり、USOはその歴史上3,500万人を超える米国人に対し奉仕を行ってきたと贈っている。

## 歴史

### 任務と目標

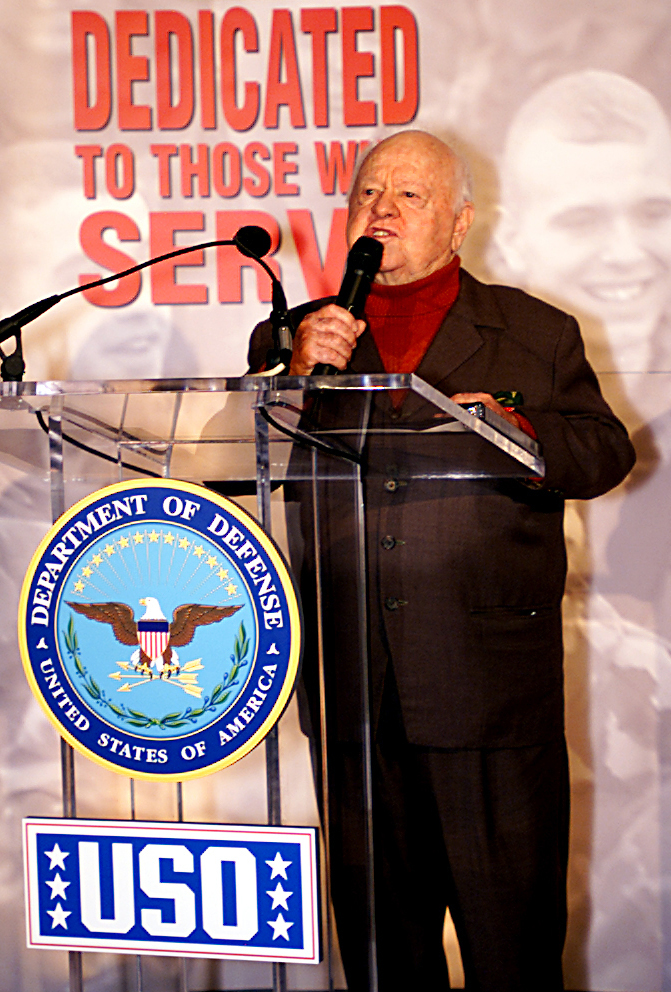
2000年に行われたUSO記念式典でのミッキー・ルーニー

USOは、フランクリン・ルーズベルト大統領から軍人の士気や娯楽提供の要請に答える形として1941年にメアリー・イングラハムによって設立され、ルーズベルトはUSO初代名誉会長に選出されている。また、このルーズベルトの要請は、救世軍、キリスト教青年会（YMCA）キリスト教女子青年会（YWCA） カトリック地域社会奉仕協会、トラベラーズエイド協会、そしてユダヤ人福祉委員会の6つの民間団体の要望を集めたものとなる。USO設立後、この6つの団体は合衆国軍を支援するため、USO傘下のもと一つに纏まっている。そこで、ルーズベルトは「これら民間組織が休暇中の兵士へのレクレーションに対処することを望む」と述べている。ある歴史家によれば、USOの任務である「兵士の士気を高める」ために政府がすべきことは建物を建設することであり、USOは募金など民間の資金を調達することであると語っている。
USO設立に関し大規模なキャンペンーン活動が実施されており、キャンペーン実行委員長にトマス・E・デューイを迎え、1,600万ドルの資金調達に成功。また、2代目実行委員長には、後の上院議員であるプレスコット・ブッシュ が就任している。2月4日、ニューヨークにて設立式典が行われ　1941年、ルイジアナ州デリーダーに於いて最初の慰問施設が建設されている。兵士の「自宅から離れた家庭」を目的に、USOセンターやUSOクラブなど世界各地に開設されている。USOクラブでは社交ダンスイベントや映画放映や音楽の演奏など賑やかな場所以外に、話や手紙を書くに適した静かな場所の提供のほか、コーヒーやゆで卵などが無料で提供されている。

### 第二次世界大戦
1941年に設立後、第二次世界大戦に対応する形で教会、納屋、鉄道車両、美術館、城、ビーチハウス、丸太小屋などにUSOセンターが続々と設立されている。また、その殆どに於いてダンスや映画上映などのプログラム活動を行い、そこでコーヒーとドーナツの無料提供が行われている。このほか、一部では手紙を書いたり静かな一時を過ごす目的のために避難所などの提供も行われている。
1941年10月にはUSOの活動として後に著名となる「キャンプ・ショー」と呼ばれるライブパフォーマンスが開始されており、エンターテイメント業界が兵士の士気高揚に一役買っている。また、この秋から冬にかけてアメリカ国内では186の軍事劇場が存在していた。1941年11月には初の海外公演となるカリブ海ツアーが始まり、これから5か月間の間に36組のバンドがアメリカ、イギリス、オーストラリアに送られ、翌年には70組ものバンドがキャンプショーに参加している。また、その平均的なギャランティーは週100ドル程であったが、人気グループや人気スターになると日に10ドルが支払われている。
これら海外のショーは食事を含めアメリカンシアター・ウイングによってプロデュースされている。
1944年6月6日のノルマンディー上陸作戦に続き、 エドワード・G・ロビンソンは、慰問のため初めてノルマンディーでツアーを行った映画スターとなった。これ以前からロビンソンは既に自宅で戦争債権を販売しており、USOに10万ドルを寄付している。 自身のショーの合間に「あなた方とここに居る機会を与えらえれた。これが私の人生の中で最も誇らしい瞬間であった」と語っており、翌月から本格的なツアーが開始されている。
ツアー中の飛行機事故や病気などにより28人の出演者が死亡している。一例を挙げると1943年にはUSO一団を乗せた飛行機がリスボン郊外にて墜落し、歌手で女優のタマラ・ドラシンが死亡、ブロードウェイ歌手のジェーン・フロマンが負傷している。なお、フロマンは1945年に再び慰問活動に戻るため松葉杖姿でヨーロッパに復帰している。なお、フロマンは墜落事故で命を救った副操縦士と結婚しており、1952年にその半生を描いた映画『わが心に歌えば』に実際の歌声を提供している。
その他、第二次世界大戦で海外に出た最初の芸能人であるアル・ジョルソンはマラリアに係り肺に後遺症を抱えている。
1991年、20世紀フォックスは、1941年のUSOの創設から1991年の砂漠の盾作戦までの50年間とその男女2人のUSO出演者を追った映画、『フォー・ザ・ボーイズ』を製作している。1950年代には南太平洋地域でのUSO一団を扱った映画作品『スターズ・アンド・ストライプス・フォーエバー』が計画されており、韓国での慰問活動から帰国した10日後のアル・ジョルソンに出演を依頼していたが、その一週間後、ジョンソンが疲労により亡くなったことにより制作されず構想のみとなった。

### 朝鮮戦争

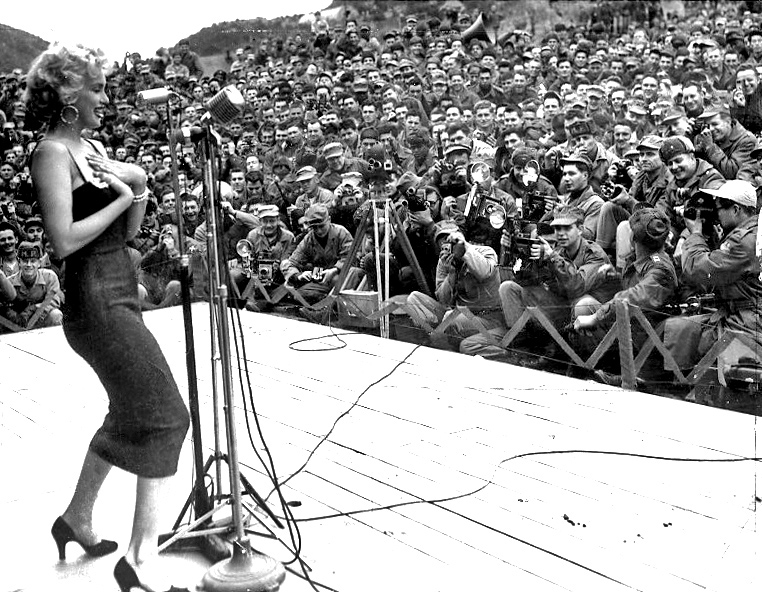
1954年、韓国で公演中のマリリン・モンロー

1947年にUSOは資金不足により解散したが、 1951年、アメリカが朝鮮戦争に入ると、 ジョージ・マーシャル国防長官とフランシス・マシューズ海軍長官が、軍に従事する男女に対しサービスを提供するために再活動を要求。1952年には第二次世界大戦中とほぼ同じ方法で350万人の兵士に対し奉仕活動が行われている。

### ベトナム戦争

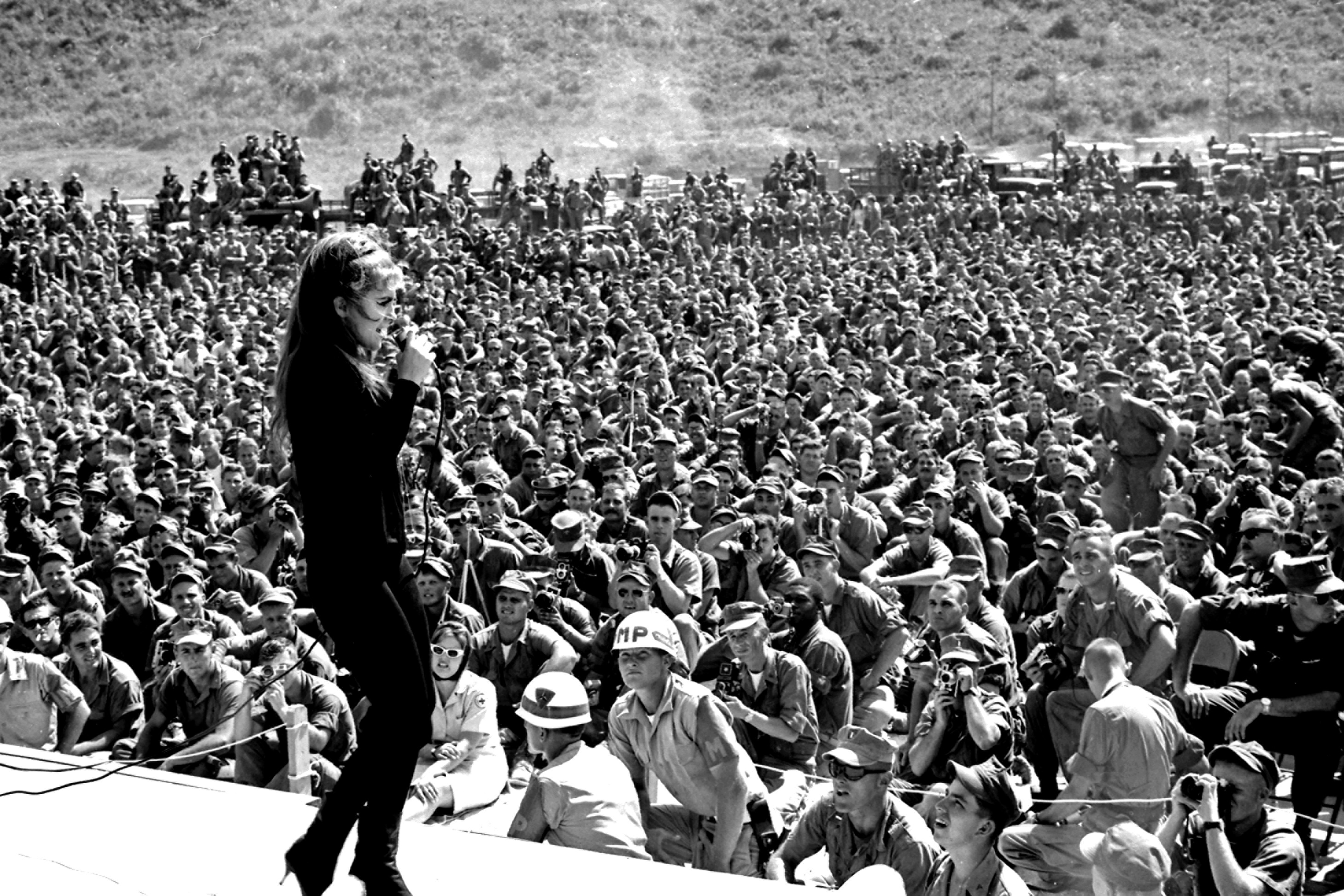
1966年、ベトナムで公演中のアン＝マーグレット

1963年4月に最初のUSOクラブがサイゴンに開設されており、これは戦闘部隊が到着するよりも早い設立となる。ベトナムとタイ国内に23のUSOセンターを設立しており、月に100万人もの兵士に対し奉仕活動が行われた。

### レバノンでの平和維持活動
1983年のレバノン内戦ではアメリカ、イタリア、フランスからなる治安維持回復のための多国籍軍が送られている。USOは第二次世界大戦中、海外派兵中の米軍とクリスマスを過ごすという伝統を受け継ぎ、1983年12月24日にボブ・ホープなど芸能人たちが戦艦ニュージャージーでショーを行い、ベイルートでもショーに出演している。

### イタリア
アメリカ軍は第二次世界大戦終結以降イタリアに駐留している。1988年4月14日、日本赤軍に所属していた奥平純三によるナポリにあるUSOのクラブを標的とした自動車爆弾テロが起き、米海軍将校1名を含む5人が死亡、4人の米兵を含む15名が負傷している。この攻撃によりアメリカ政府から懸賞金が掛けられた対テロリスト計画「正義への報酬プログラム」により国際手配されている。

### 湾岸戦争
砂漠の盾作戦に参加している部隊を支援するために、USOセンターがサウジアラビアに開設された。

### アフガニスタンとイラク

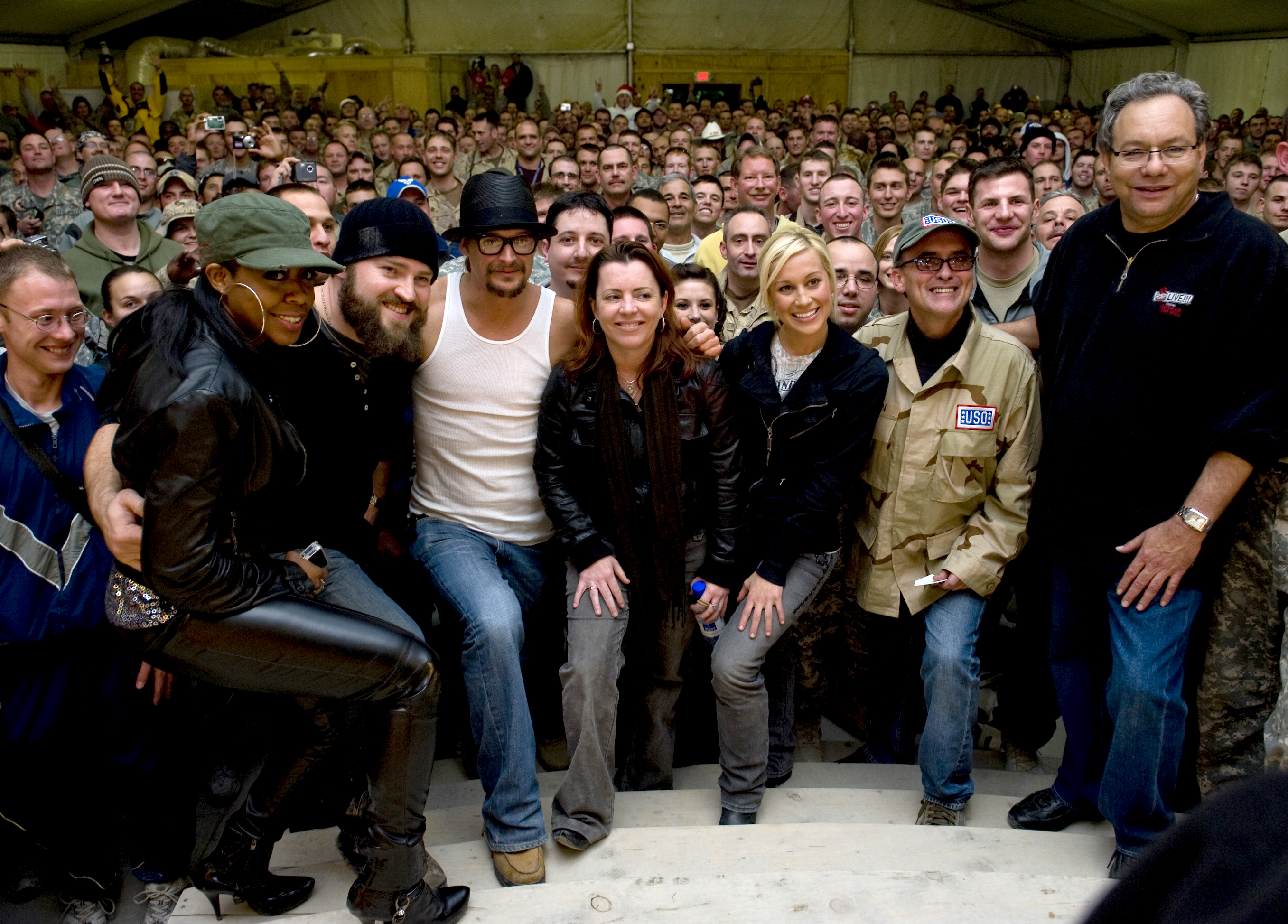
2008年、アフガニスタン、カンダハールで行われた慰問ツアーとそのメンバー。左からティチーナ・アーノルド（女優）ザック・ブラウン（音楽家）キッド・ロック、キャスリーン・マディガン（コメディアン）ケリー・ピックラー、ジョン・ボウマン（コメディアン）ルイス・ブラック（コメディアン）

アフガニスタン紛争とイラク戦争支援のため、アフガニスタン 、 イラク 、 クウェート 、 カタールに開設している。また、同時期にアメリカ国内数か所でも同様に開設され、アフガニスタンでのUSOでは、オリエンテーションプログラム、家族とのイベント、無料のインターネットアクセス、無料のドリンクとスナック、自宅への無料電話、レクリエーションサービスなど、様々なサービスが提供されている。 「USO in a Box」と呼ばれる新しいプログラムでは、DVDプレーヤーとソフト、楽器などがアフガニスタンのセンターに向け発送されている。
2003年12月頃には映画俳優のブルース・ウィリスがバグダードの米軍キャンプ「キャンプ・カー・クッシュ」、「キャンプ・コールドウェル」を訪問している。
2009年6月8日から6月11日まで、テレビタレント、スティーヴン・コルベアは、USO主催のイベントで4日間彼の番組『コルベア・レポー』を撮影するためにイラクを訪れている。
WWEの特別番組「WWE Tribute to the Troops（軍隊へのオマージュ） 」が放送された。
2012年7月16日、映画俳優のチャーリー・シーンは、USOに少なくとも100万ドルを寄付すると発表した。 これはUSOに対し寄付された個人献金額では過去最大となる。

## 財務状況
USOには約300名の有給スタッフがおり、44,000人以上のUSOボランティアが年間推定371,417時間の奉仕を行っている。 USOの報告によれば、海外での有給従業員の比率は20：1であり米国内と比較するとこの数字はかなり高い比率である。
以下の情報は2011年12月31日に終了した監査済み財務諸表 に基づく。
| 総収入とその他支援                   | 350,426,940ドル |
| ------------------------------------ | --------------- |
| 補助金                               | 18,250,129      |
| 支援金                               | 61,564,019      |
| USO収入                              | 7,834,849       |
| 企業献金、個人献金                   | 29,501,369      |
| 資産運用収益                         | (178,103)       |
| 慈善福祉団体（United Way）、租税回避 | 2,106,253       |
| 寄付物品、施設提供、無償サービス     | 231,585,773     |

| 総営業経費   | 334,068,520ドル |
| ------------ | --------------- |
| イベント経費 | 300,456,722     |
| 募金費用     | 20,098,767      |
| 維持管理費   | 13,513,031      |